# Christian Karlsson
Ej att förväxla med friidrottaren Christian Karlsson
Christian Karlsson, född 20 september 1969, är en svensk före detta fotbollsspelare.
Han blev vald som årets spelare i Esbjerg fB säsongen 2001/2002.